# 47A villamos (Budapest)
A budapesti 47A jelzésű villamos a Madách tér és Albertfalva, kitérő között közlekedett. A járatot a Budapesti Közlekedési Vállalat üzemeltette.

## Története
1960. november 11-én indult a Móricz Zsigmond körtér és Albertfalva, kitérő között. 1961-ben megszűnt.
1979. február 1-jén indult újra a Móricz Zsigmond körtér és a budafoki Varga Jenő tér között. Útvonalát május 3-án módosították: a Petőfi hídi vágányátépítés miatt tehermentesítő járat lett a körtér és a Madách tér között. Június 11-étől déli végállomása Albertfalva, kitérő lett. December 29-én megszűnt.

## Megállóhelyei
Az átszállási kapcsolatok között az azonos útvonalon közlekedő 47-es villamos nincs feltüntetve!
| 0  | Madách tér végállomás          | 13 | Millenniumi Földalatti Vasút 1, 4, 4, 6, 6, 9, 9, 15, 16 49     |
| 1  | Astoria                        | 12 | 7, 7A, 9, 9, 78 49                                              |
| 2  | Kálvin tér                     | 11 | 15, 109 49                                                      |
| 3  | Dimitrov tér                   | 10 | 15, 109 2A, 49                                                  |
| 4  | Szent Gellért tér              | 9  | 1, 7, 7A, 86, 86 9, 18, 19, 49                                  |
| 5  | Bertalan Lajos utca            | 8  | 9, 18, 19, 49                                                   |
| 6  | Móricz Zsigmond körtér         | 7  | 1, 3, 3, 7, 7A, 7, 10, 10A, 27, 40, 40, 53 6, 9, 18, 19, 49, 61 |
| 7  | Bocskai út                     | 6  | 3, 12, 53, 86, 86 4, 9, 18                                      |
| 8  | Sárbogárdi út                  | 5  | 9, 18                                                           |
| 9  | Bártfai utca                   | 4  | 9, 18                                                           |
| 10 | Szakasits Árpád út             | 3  | 3, 14, 83, 114 9, 18                                            |
| 11 | Kalotaszeg utca                | 2  | 9, 18                                                           |
| 12 | Andor utca                     | 1  | 3, 14, 114 9, 18                                                |
| 13 | Albertfalva, kitérő végállomás | 0  | 9, 18                                                           |